# クモの巣ホテル
クモの巣ホテル（原題: the cobweb hotel）は、アメリカの短編アニメ映画の一つ。1936年5月15日に公開。フライシャー兄弟制作による、フライシャー・スタジオ作品。

## ストーリー
あるところに、蜘蛛が経営する蜘蛛の巣ホテルがあった。そこはホテルと称しハエたちを永久に閉じ込める場所だった。そこへ泊りに来たハエのカップルはその光景を目の当たりにして蜘蛛に勝負を挑み、捕らえられていたハエたちを解放させるべく死闘を繰り広げる。

## 登場キャラクター
ハエのカップル
レスリングで強い。クモを夫婦でやっつけた。
クモ
ホテルオーナー。ハエたちの返り討ちに遭いコテンパンにされた。
ハエ
閉じ込められていたハエたち。後半で解放され、攻撃を仕掛け、脱出した。